# Roques de Burg
Les Roques de Burg és una muntanya de 1.447 metres d'altitud del terme municipal de Soriguera, a la comarca del Pallars Sobirà. Pertanyia al terme primigeni de Soriguera.
És en el sector nord-est del terme, al nord dels pobles de Soriguera i de Llagunes, en el vessant meridional del Bony del Peçó i a la dreta del Barranc del Clot de les Bruixes.
És sobre el límit oriental del Parc Natural de l'Alt Pirineu.